# 新布拉基特涅
47°35′15″N 33°4′26″E / 47.58750°N 33.07389°E
新布拉基特涅（烏克蘭語：Новоблакитне），是烏克蘭南部的村莊，隸屬尼古拉耶夫州的巴什坦卡區。該村始建於1924年，面積0.58平方公里，海拔高度89米，2001年人口120，人口密度每平方公里206.9人。